# Rumunia na Zimowych Igrzyskach Olimpijskich 1998
Rumunię na Zimowych Igrzyskach Olimpijskich 1998 reprezentowało 16 zawodników: dwunastu mężczyzn i cztery kobiety. Był to szesnasty start reprezentacji Rumunii na zimowych igrzyskach olimpijskich.

## Skład reprezentacji

### Biathlon
Mężczyźni
| Konkurencja  | Zawodnik   | Pudła | Czas    | Miejsce |
| ------------ | ---------- | ----- | ------- | ------- |
| 10 km Sprint | Marius Ene | 2     | 31:54.8 | 64      |

| Konkurencja   | Zawodnik   | Czas      | Pudła | Skorygowany czas | Miejsce |
| ------------- | ---------- | --------- | ----- | ---------------- | ------- |
| Bieg na 20 km | Marius Ene | 1'00:23.9 | 5     | 1'05:23.9        | 60      |

Kobiety
| Konkurencja   | Zawodniczka | Pudła | Czas    | Miejsce |
| ------------- | ----------- | ----- | ------- | ------- |
| 7,5 km Sprint | Éva Tófalvi | 2     | 25:10.3 | 31      |

| Konkurencja   | Zawodniczka | Czas    | Pudła | Skorygowany czas | Miejsce |
| ------------- | ----------- | ------- | ----- | ---------------- | ------- |
| Bieg na 15 km | Éva Tófalvi | 55:48.6 | 1     | 56:48.6          | 11      |

### Bobsleje
| Osada | Zawodnicy                       | Konkurencja | Ślizg 1 | Ślizg 1 | Ślizg 2 | Ślizg 2 | Ślizg 3 | Ślizg 3 | Ślizg 4 | Ślizg 4 | Łącznie | Łącznie |
| Osada | Zawodnicy                       | Konkurencja | Czas    | Miejsce | Czas    | Miejsce | Czas    | Miejsce | Czas    | Miejsce | Czas    | Miejsce |
| ----- | ------------------------------- | ----------- | ------- | ------- | ------- | ------- | ------- | ------- | ------- | ------- | ------- | ------- |
| ROU-1 | Paul Neagu Gabriel Tătaru       | Dwójki      | 56.38   | 29      | 56.10   | 28      | 55.54   | 24      | 55.64   | 24      | 3:43.66 | 25      |
| ROU-2 | Florian Enache Mihai Dumitrașcu | Dwójki      | 56.03   | 26      | 55.86   | 25      | 55.97   | 26      | 55.87   | 25      | 3:43.73 | 26      |

| Osada | Zawodnicy                                                        | Konkurencja | Ślizg 1 | Ślizg 1 | Ślizg 2 | Ślizg 2 | Ślizg 3 | Ślizg 3 | Łącznie | Łącznie |
| Osada | Zawodnicy                                                        | Konkurencja | Czas    | Miejsce | Czas    | Miejsce | Czas    | Miejsce | Czas    | Miejsce |
| ----- | ---------------------------------------------------------------- | ----------- | ------- | ------- | ------- | ------- | ------- | ------- | ------- | ------- |
| ROU-1 | Florian Enache Marian Chițescu Iulian Păcioianu Mihai Dumitrașcu | Czwórki     | 55.01   | 24      | 55.37   | 27      | 55.68   | 27      | 2:46.06 | 27      |

### Biegi narciarskie
Mężczyźni
| Konkurencja                           | Zawodnik    | Wyścig    | Wyścig  |
| Konkurencja                           | Zawodnik    | Czas      | Miejsce |
| ------------------------------------- | ----------- | --------- | ------- |
| Bieg na 10 km stylem klasycznym       | Zsolt Antal | 31:41.0   | 69      |
| Bieg łączony na 15 km stylem dowolnym | Zsolt Antal | 45:19.9   | 45      |
| Bieg na 30 km stylem klasycznym       | Zsolt Antal | 1'43:56.6 | 45      |
| Bieg na 50 km stylem dowolnym         | Zsolt Antal | DNF       | –       |

Kobiety
| Konkurencja                           | Zawodniczka    | Wyścig    | Wyścig  |
| Konkurencja                           | Zawodniczka    | Czas      | Miejsce |
| ------------------------------------- | -------------- | --------- | ------- |
| Bieg na 5 km stylem klasycznym        | Monica Lăzăruț | 20:49.5   | 69      |
| Bieg łączony na 10 km stylem dowolnym | Monica Lăzăruț | 35:27.9   | 60      |
| Bieg na 15 km stylem klasycznym       | Monica Lăzăruț | 55:18.2   | 56      |
| Bieg na 30 km stylem dowolnym         | Monica Lăzăruț | 1'32:41.7 | 34      |

### Łyżwiarstwo figurowe
Mężczyźni
| Zawodnik        | Konkurencja | SP | FS | TFP  | Miejsce |
| --------------- | ----------- | -- | -- | ---- | ------- |
| Cornel Gheorghe | Soliści     | 21 | 21 | 31.5 | 21      |

### Saneczkarstwo
Mężczyźni
| Zawodnik             | Ślizg 1 | Ślizg 1 | Ślizg 2 | Ślizg 2 | Ślizg 3 | Ślizg 3 | Ślizg 4 | Ślizg 4 | Łącznie  | Łącznie |
| Zawodnik             | Czas    | Miejsce | Czas    | Miejsce | Czas    | Miejsce | Czas    | Miejsce | Czas     | Miejsce |
| -------------------- | ------- | ------- | ------- | ------- | ------- | ------- | ------- | ------- | -------- | ------- |
| Ion Cristian Stanciu | 51.608  | 27      | 51.386  | 27      | 51.927  | 27      | 51.602  | 26      | 3:26.523 | 26      |

(Mężczyźni) Dwójki
| Zawodnicy                        | Ślizg 1 | Ślizg 1 | Ślizg 2 | Ślizg 2 | Łącznie  | Łącznie |
| Zawodnicy                        | Czas    | Miejsce | Czas    | Miejsce | Czas     | Miejsce |
| -------------------------------- | ------- | ------- | ------- | ------- | -------- | ------- |
| Ion Cristian Stanciu Liviu Cepoi | 52.289  | 16      | 52.986  | 17      | 1:45.275 | 16      |

Kobiety
| Zawodniczka             | Ślizg 1 | Ślizg 1 | Ślizg 2 | Ślizg 2 | Ślizg 3 | Ślizg 3 | Ślizg 4 | Ślizg 4 | Łącznie  | Łącznie |
| Zawodniczka             | Czas    | Miejsce | Czas    | Miejsce | Czas    | Miejsce | Czas    | Miejsce | Czas     | Miejsce |
| ----------------------- | ------- | ------- | ------- | ------- | ------- | ------- | ------- | ------- | -------- | ------- |
| Corina Drăgan-Terecoasa | 53.653  | 27      | 53.329  | 27      | 52.714  | 27      | 52.542  | 25      | 3:32.238 | 27      |

### Łyżwiarstwo szybkie
Mężczyźni
| Konkurencja    | Zawodnik          | Wyścig  | Wyścig  |
| Konkurencja    | Zawodnik          | Czas    | Miejsce |
| -------------- | ----------------- | ------- | ------- |
| Bieg na 1500 m | Dezideriu Horvath | 1:57.35 | 44      |
| Bieg na 5000 m | Dezideriu Horvath | 6:57.08 | 30      |

Kobiety
| Konkurencja    | Zawodniczka     | Wyścig  | Wyścig  |
| Konkurencja    | Zawodniczka     | Czas    | Miejsce |
| -------------- | --------------- | ------- | ------- |
| Bieg na 1500 m | Mihaela Dascălu | 2:08.77 | 34      |
| Bieg na 3000 m | Mihaela Dascălu | 4:26.65 | 24      |